# (73374) 2002 KC14
(73374) 2002 KC14 – planetoida z pasa głównego asteroid okrążająca Słońce w ciągu 4,23 lat w średniej odległości 2,62 j.a. Odkryta 30 maja 2002 roku.